# Marc Streitenfeld
Marc Streitenfeld (Múnich, 1974) es un compositor alemán de música de cine, conocido principalmente por sus colaboraciones con el director Ridley Scott.

## Vida y carrera
Nacido en Múnich, Alemania, Streitenfeld se trasladó a Los Ángeles a los diecinueve años, trabajando primero brevemente como asistente musical para el compositor Hans Zimmer. Después, ya de forma independiente, fue editor de música y supervisor en varios éxitos de taquilla.
Después de actuar como supervisor musical en la película  El reino de los cielos (2005), cuya banda sonora corrió a cargo de Harry Gregson-Williams, Ridley Scott le pidió que compusiera la banda sonora de Un buen año (2006). Desde entonces, fue el compositor de todas las películas de Scott. Fue nominado para un premio BAFTA por American Gangster de Scott (2007).
Antes de su trabajo como compositor, Streitenfeld había colaborado con Scott como editor de música, supervisor y asesor musical en varios proyectos, entre ellos Gladiator, Hannibal, Black Hawk Down y Los impostores.
Algunas de sus composiciones aparecen también en otras películas, como por ejemplo Le chant du loup (Antonin Baudry, 2019).
De 2007 a 2012, Streitenfeld tuvo una relación sentimental con la actriz franco-americana Julie Delpy, fruto de la cual fue el nacimiento en enero de 2009 de un hijo, Leo.

## Filmografía
Marc Streitenfeld es, entre muchas otras colaboraciones tanto en cine como en televisión, el compositor de la banda sonora de las siguientes películas:
- Un buen año (2006), de Ridley Scott
- American Gangster (2007), de Ridley Scott
- Red de mentiras (2008), de Ridley Scott
- Robin Hood (2010), de Ridley Scott
- Welcome to the Rileys (2010), de Jake Scott
- Infierno blanco (2012), de Joe Carnahan
- Prometheus (2012), de Ridley Scott
- After the Fall (2014), de Saar Klein
- Poltergeist (2015), de Gil Kenan
- All I See Is You (2016), de Marc Forster.
- Hand of God (2014-2017), serie de televisión.
- Six Minutes to Midnight (2020), de Andy Goddard.
- Raised by Wolves (2020), serie de televisión.